# Ceratozamia whitelockiana
Ceratozamia whitelockiana es una especie de planta de la familia Zamiaceae. Es endémica de México. Su hábitat natural son los montanos húmedos tropicales o subtropicales. Está amenazado por la pérdida de hábitat.